# 巴特塔巴茨
巴特塔巴茨（德語：Bad Tabarz）是德国图林根州的市镇，隶属于哥达县。总面积为21.12平方千米，截至2023年12月31日总人口为4,165人。

## 主题公园
- Tabarz 的 Struwwelpeter 主题公园

著名的医生和作家海因里希·霍夫曼 （Heinrich Hoffmann） 是《Der Struwwelpeter》一书的作者，他于 1884 年至 1894 年在塔巴兹度过了他的暑假。为了纪念这一时刻，1994 年建造了一个“Struwwelpeter 公园”，其中放置了书中的雕刻人物和场景。在每个图旁边，可以阅读相应的故事。纪念牌匾和巴特塔巴尔兹的一条街道名称也纪念了这位作者。

## 图库

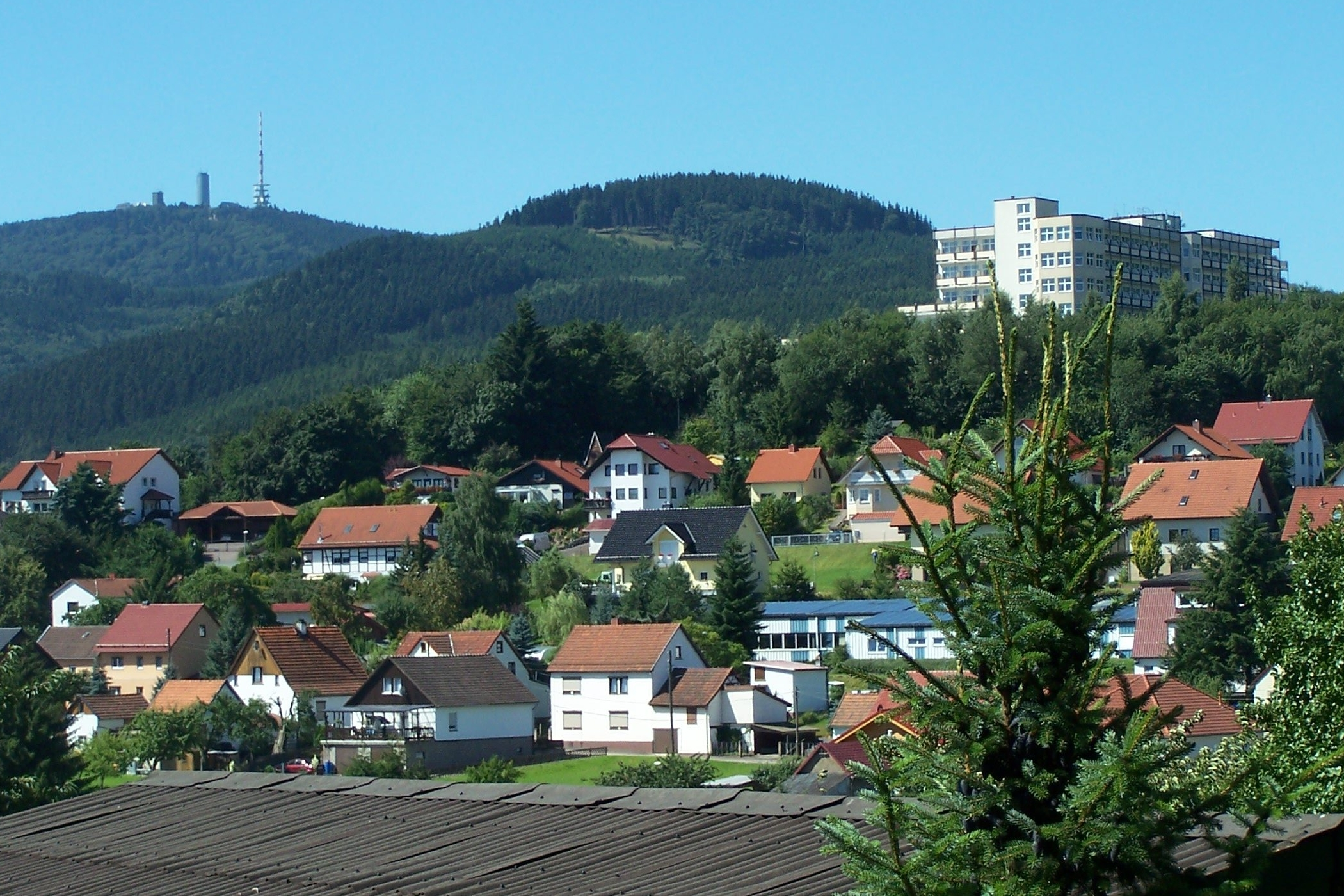
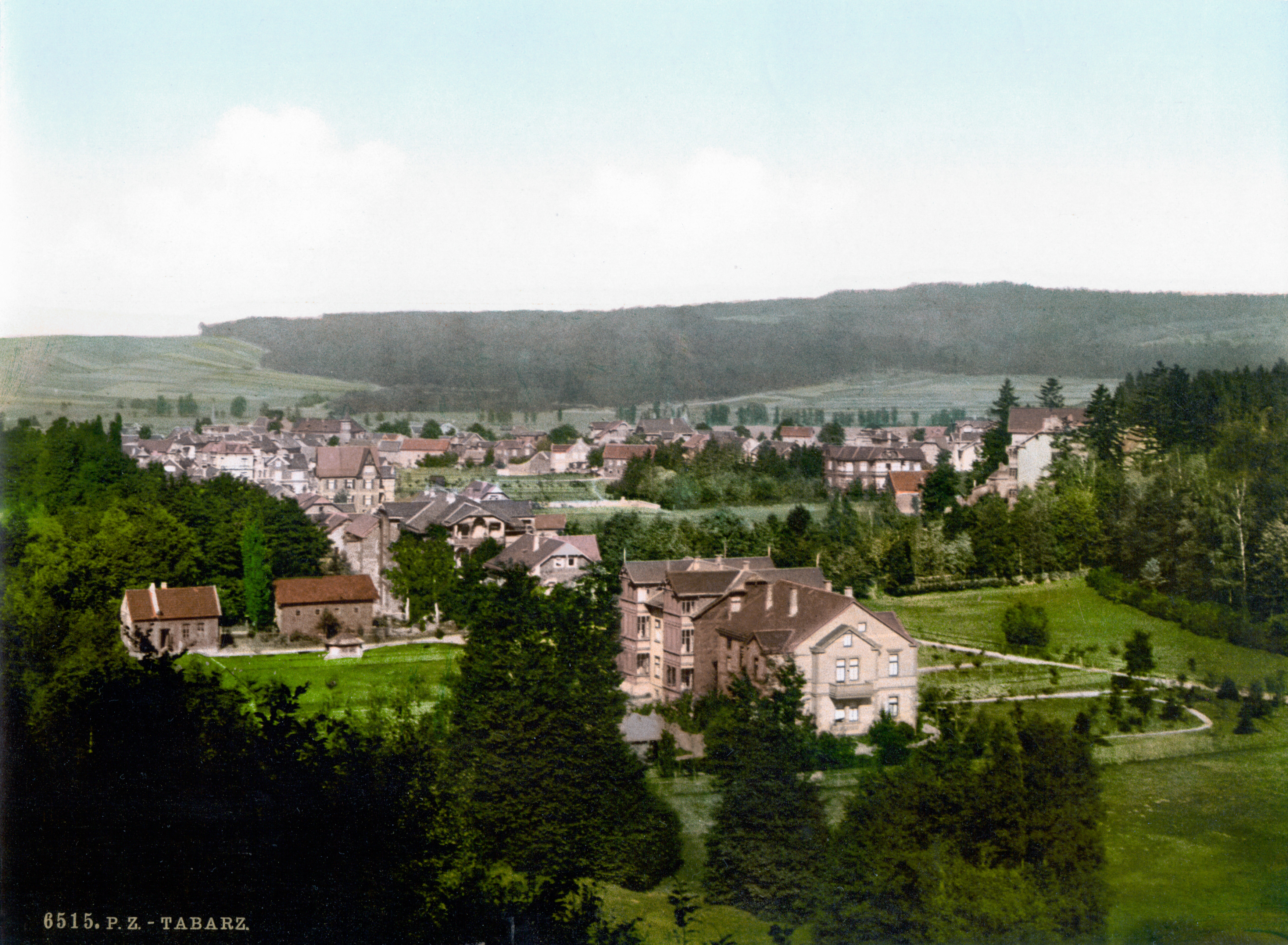
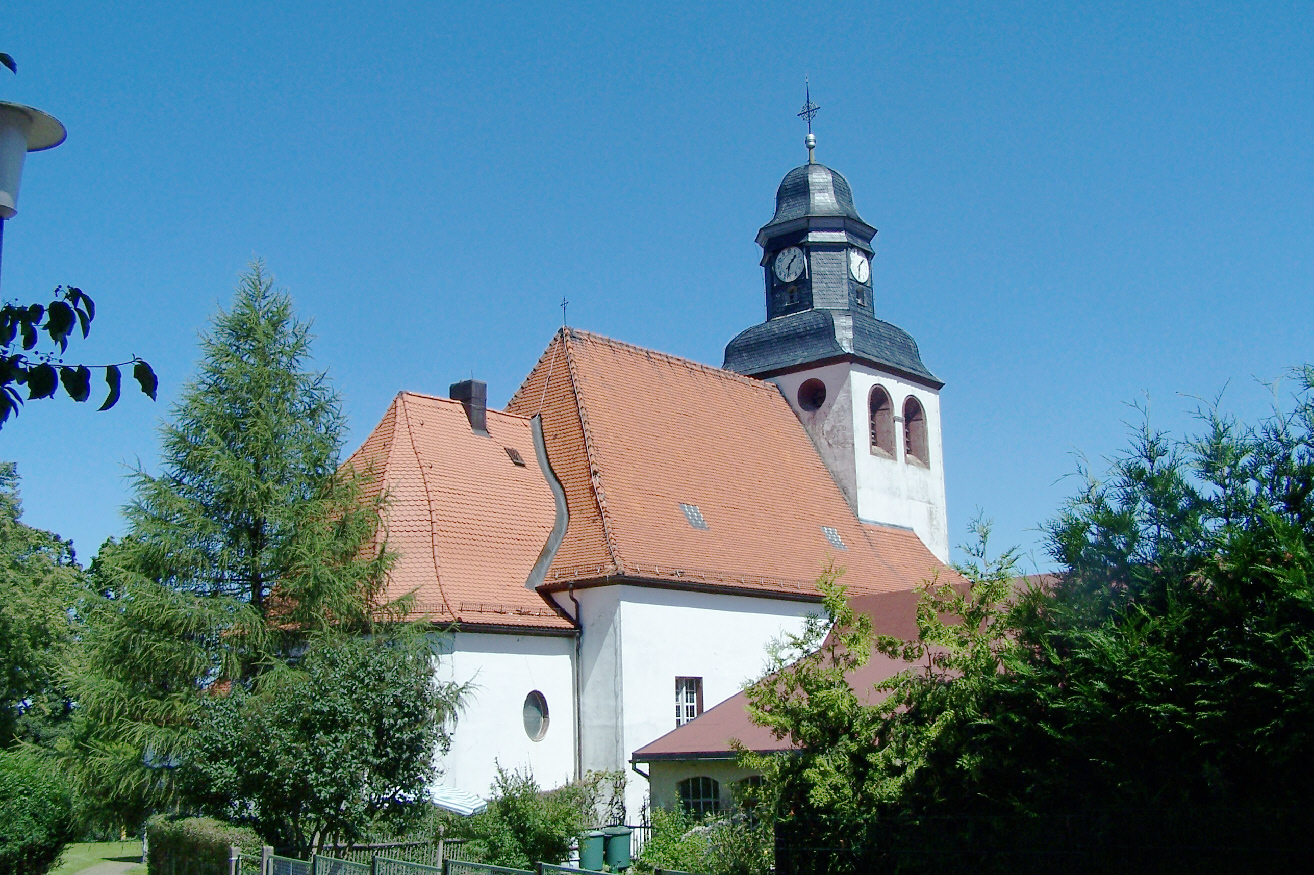
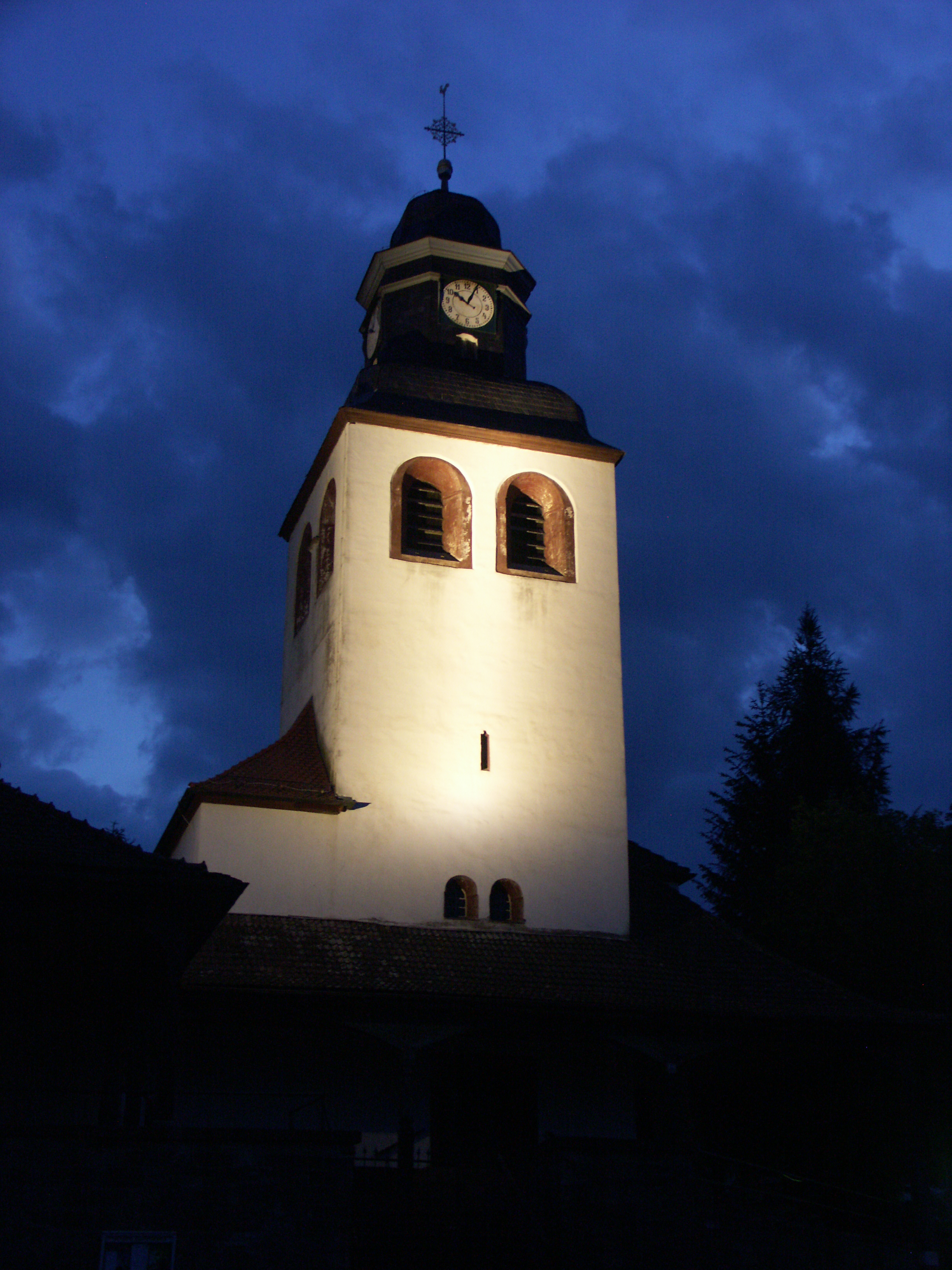
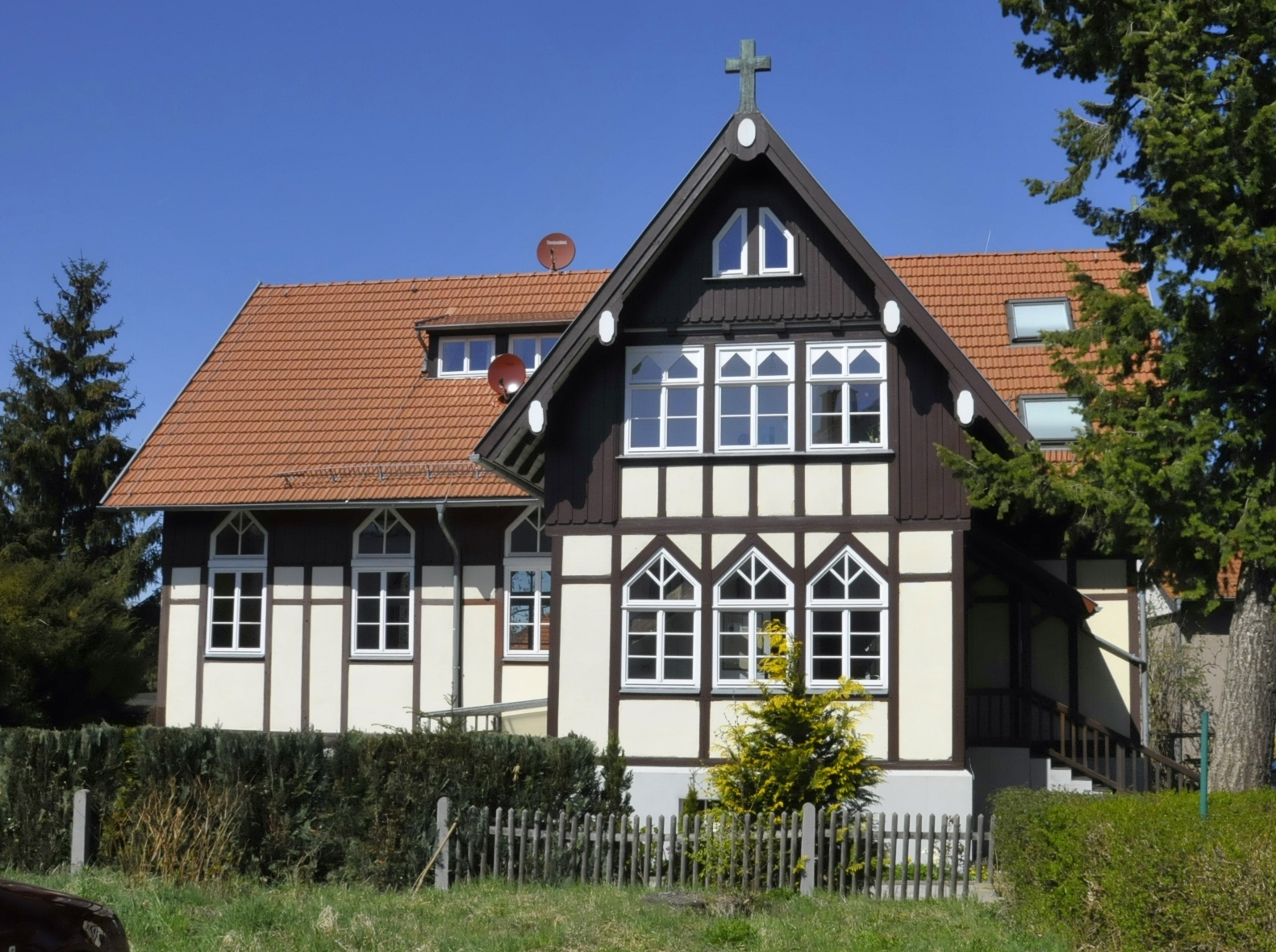
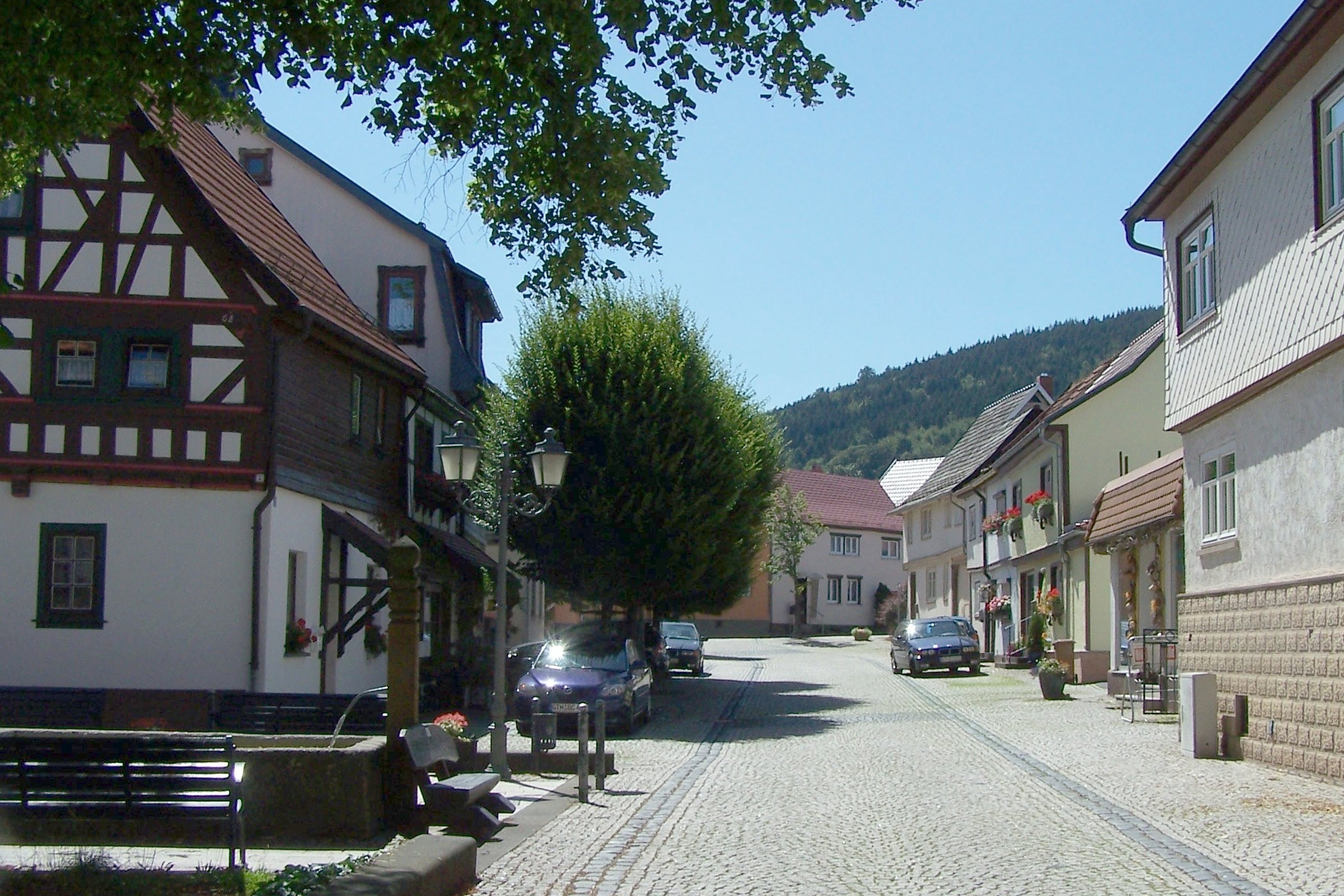